# Simpang Sender Selatan
Simpang Sender Selatan is een bestuurslaag in het regentschap Ogan Komering Ulu Selatan van de provincie Zuid-Sumatra, Indonesië. Simpang Sender Selatan telt 691 inwoners (volkstelling 2010).